# Jérémy Mathieu
Jérémy Mathieu (n. 29 octombrie 1983) este un fotbalist francez care evoluează la clubul Sporting Lisabona în Primeira Liga, pe postul de fundaș.

## Statistici de club
La 17 septembrie 2017.
| Club          | Sezon         | Campionat | Campionat | Cupă    | Cupă   | Europa  | Europa | Altele  | Altele | Total   | Total  |
| Club          | Sezon         | Meciuri   | Goluri    | Meciuri | Goluri | Meciuri | Goluri | Meciuri | Goluri | Meciuri | Goluri |
| ------------- | ------------- | --------- | --------- | ------- | ------ | ------- | ------ | ------- | ------ | ------- | ------ |
| Sochaux       | 2002–03       | 23        | 4         | 3       | 0      | 0       | 0      | —       | —      | 26      | 4      |
| Sochaux       | 2003–04       | 29        | 3         | 3       | 2      | 6       | 1      | —       | —      | 38      | 6      |
| Sochaux       | 2004–05       | 34        | 2         | 2       | 1      | 8       | 1      | —       | —      | 44      | 4      |
| Sochaux       | Total         | 86        | 9         | 8       | 3      | 14      | 2      | —       | —      | 108     | 14     |
| Toulouse      | 2005–06       | 36        | 2         | 2       | 0      | —       | —      | —       | —      | 38      | 2      |
| Toulouse      | 2006–07       | 5         | 2         | 2       | 0      | —       | —      | —       | —      | 7       | 2      |
| Toulouse      | 2007–08       | 14        | 1         | 0       | 0      | 2       | 0      | —       | —      | 16      | 1      |
| Toulouse      | 2008–09       | 31        | 0         | 4       | 0      | —       | —      | —       | —      | 35      | 0      |
| Toulouse      | Total         | 86        | 5         | 8       | 0      | 2       | 0      | —       | —      | 96      | 5      |
| Valencia      | 2009–10       | 17        | 1         | 1       | 0      | 6       | 0      | —       | —      | 24      | 1      |
| Valencia      | 2010–11       | 29        | 1         | 2       | 0      | 7       | 0      | —       | —      | 38      | 1      |
| Valencia      | 2011–12       | 31        | 0         | 6       | 0      | 13      | 0      | —       | —      | 50      | 0      |
| Valencia      | 2012–13       | 17        | 1         | 6       | 0      | 1       | 0      | —       | —      | 24      | 1      |
| Valencia      | 2013–14       | 32        | 3         | 4       | 0      | 10      | 1      | —       | —      | 46      | 4      |
| Valencia      | Total         | 126       | 6         | 19      | 0      | 37      | 1      | —       | —      | 182     | 7      |
| Barcelona     | 2014–15       | 28        | 2         | 6       | 1      | 7       | 0      | —       | —      | 41      | 3      |
| Barcelona     | 2015–16       | 21        | 0         | 7       | 0      | 3       | 0      | 3       | 0      | 34      | 0      |
| Barcelona     | 2016–17       | 13        | 1         | 0       | 0      | 2       | 0      | 1       | 0      | 16      | 1      |
| Barcelona     | Total         | 62        | 3         | 13      | 1      | 12      | 0      | 4       | 0      | 91      | 4      |
| Sporting      | 2017–18       | 6         | 1         | 0       | 0      | 3       | 0      | 0       | 0      | 9       | 1      |
| Total cariera | Total cariera | 363       | 24        | 48      | 4      | 67      | 3      | 4       | 0      | 482     | 31     |

Notes
1. ↑  Un meci în Supercupa Europei, un meci în Supercopa de España
2. ↑  Un meci în Supercopa de España